# Сваловка
Свало́вка (рос. Сваловка) — село у складі Чаришського району Алтайського краю, Росія.

## Населення
Населення — 27 осіб (2010; 93 у 2002).
Національний склад (станом на 2002 рік):
- росіяни — 94 %